# Georg von der Marwitz

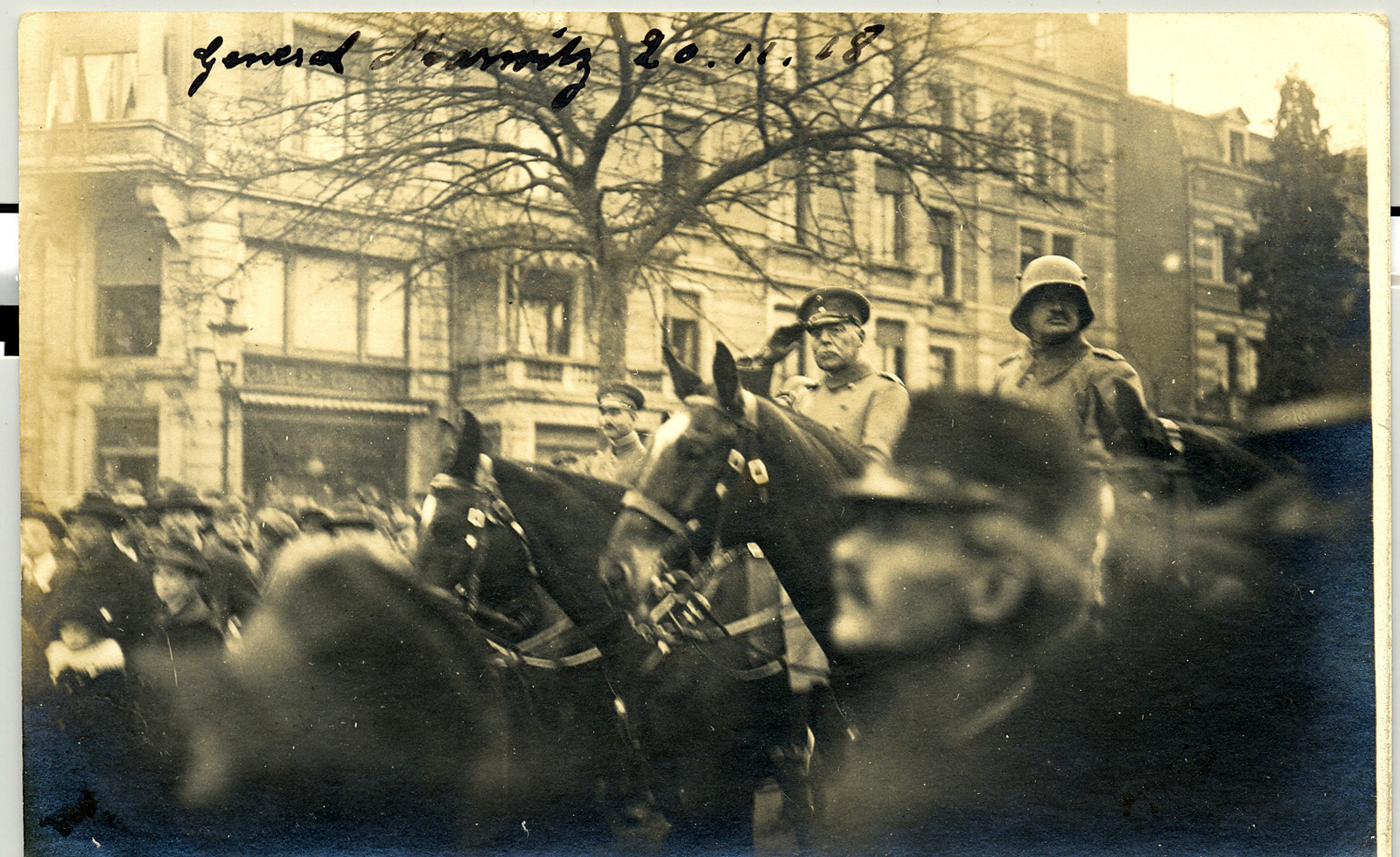
Generál Georg von der Marwitz (uprostřed, salutující) během ústupu z Lucemburku dne 20. listopadu 1918

Johannes Georg von der Marwitz (7. července 1856 Stolp, Pruské království - 27. října 1929 Wundichow, Výmarská republika) byl pruský generál kavalérie (General der Kavallerie), který během první světové války velel několika německým armádám na Západní i Východní frontě.

## Život
Marwitz se narodil v pruské provincii Pomořansko. V roce 1875 vstoupil do armády. O šest let později se oženil s Helene von Kameke, dcerou pruského ministra války Georga von Kameke. (Měli spolu pět dětí - včetně leteckého esa Hanse-George von der Marwitz.) V letech 1883-86 navštěvoval Pruskou vojenskou akademii. Do roku 1900 velel jezdeckému pluku. Z této pozice se stal náčelníkem štábu XVIII sboru. Před vypuknutím první světové války byl generálním inspektorem jízdy.

### První světová válka
V roce 1914 byl přidělen na Západní frontu jako velitel druhého jízdního sboru (Höhere Kavallerie-Kommando 2) a zúčastnil se bitvy o Haelen. Po této bitvě byl Marwitz převelen na Východní frontu, kde převzal velení nad nově zformovanými XXXVIII rezervními sbory (XXXVIII. Reserve-Korps), které vedl na počátku roku 1915 do druhé bitvy u Mazurských jezer. Následně byl přemístěn na jih, kde bojoval po boku rakousko-uherských jednotek proti ruským silám. 7. března 1915 byl oceněn medailí Pour le Mérite.
Po uzdravení se z nemoci na podzim 1915, Marwitz opět sloužil na Západní frontě. Působil zde jako velitel 6. armádního sboru (VI. Armee-Korps). Poté byl znovu převelen na Východní frontu, kde úspěšně zastavil Brusilovovu ofenzívu. 6. října 1916 se stal pobočníkem císaře Viléma II. Z této pozice odešel už v prosinci téhož roku, aby převzal velení nad druhou armádou (2. Armee) na Západní frontě.
Po válce odešel z veřejného života. Zemřel ve Wundichowě ve věku 73 let.

## Vyznamenání
- Železný kříž II. třídy, Německá říše, 1914
- Železný kříž I. třídy, Německá říše, 1914
- Pour le Mérite, Pruské království, 7. března 1915
- Pour le Mérite s dubovými listy, Pruské království, 14. května 1915
- Řád dvojitého draka II. stupně I. třídy, Čching[1]
- komtur II. třídy Řádu Filipa I. Hesenského, Hesenské velkovévodství[1]
- komtur Řádu lva a slunce, Persie[1]
- komtur Řádu svatých Mořice a Lazara, Italské království[1]
- Domácí a záslužný řád vévody Petra Fridricha Ludvíka, Oldenburské velkovévodství[1]
- Řád koruny I. třídy, Pruské království[1]
- velkokříž Řádu červené orlice s dubovými listy a meči, Pruské království
- komtur Královského hohenzollernského domácího řádu, Pruské království
- komtur Řádu Františka Josefa, Rakousko-Uhersko[1]
- komtur Řádu bílého sokola, Sasko-výmarsko-eisenašské vévodství[1]
- komtur Řádu thajské koruny, Siam[1]
- velkokříž Řádu meče, Švédsko[1]